# الإسلام في عصر أسرة مينغ
مع نهاية عهد أسرة يوان، بقي العديد من المغول والمسلمين الذين صاحبوهم في الصين. حمل أغلب أحفادهم أسماء صينية، وأصبحوا جزءًا من العالم الثقافي المتنوع في الصين. أثناء حكم أسرة مينغ (1368 -1644)، كان المسلمون قد تشرّبوا الحضارة الصينية بحق. أصبح معظمهم يتحدثون الصينية بطلاقة، ويتسمون بالأسماء الصينية. بل وأصبحت العاصمة نانجينغ مركزًا للتعليم الإسلامي. ونتيجة لذلك، لم يعد هناك فارق «ظاهري» بين المسلمين والصينيين. شهد عهد أسرة مينغ انخفاضًا سريعًا لعدد السكان المسلمين في الموانئ البحرية، كان ذلك نتيجة لإغلاق كل أشكال التجارة مع العالم الخارجي ما عدا التجارة التي تقرها الحكومة.

## الاندماج
نتيجة للانعزالية المتزايدة في عهد أسرة مينغ، تباطأت الهجرة من البلدان الإسلامية تباطأ شديدا وأصبح المسلمون في الصين منعزلين شيئاً فشيئاً عن بقية العالم الإسلامي، وصار المسلمون تدريجيا (صينيين)، يتكلمون اللغة الصينية ويلبسون اللباس الصيني، وأصبح المسلمون مندمجين كليا في المجتمع الصيني ومن الأمثلة المثيرة على هذا تغيير أسمائهم، حيث غيّر المسلمون أسماءهم. وأراد المسلمون أيضا أن يدمجوا أنفسهم بأغلبية الشعب الصيني في ذاك الوقت، ويجعلوا أنفسهم مميزين غير خاملين بشكل يجعلهم مقبولين ليتم استيعابهم في المجتمع.
استخدم المسلمون الأجانب (غير الصينيين) حروفا صينية تنطبق في علم الصوتيات مع مقاطع بداية أسمائهم الإسلامية - ها لحسن، هو لحسين وسأ لسعيد وهكذا. (هان) وأما السكان الأصليون الذين اعتنقوا الإسلام، أبقوا على ألقابهم الخاصة مثل كونغ، وتشانغ. الألقاب الصينية الأكثر شيوعا بين العوائل المسلمة Mo، Mai، وMu - وهي أسماء تبناها المسلمون الذين كان لديهم الألقاب نفسها محمد ومصطفى ومسعود.[بحاجة لمصدر] العادات الإسلامية في اللباس والغذاء تأثرت بالثقافة الصينية، فنرى الأنماط الإسلامية في اللباس والقواعد الغذائية للمسلمين أصبحت ضمن إطار الثقافة الصينية فالمطبخ الإسلامي الصيني تأثر بمطبخ بكين بشدة، حتى أن طرق الطبخ كانت متماثلة، ويختلف فقط في المادة بسبب القيود الدينية فليس كل ما يأكله الصينيون هو حلال عند المسلمين، ونتيجة لذلك، فالمطبخ الإسلامي الشمالي يعتبر في أغلب الأحيان جزءا من مطبخ بكين.
أثناء عهد أسرة مينغ، بدأ التقليد الإسلامي الصيني في الكتابة بالتطور، وضمن ذلك ممارسة كتابة اللغة الصينية باستعمال الخطوط العربية (شيوئرتشنغ) (بالإنجليزية: xiaojing)‏ فبدأوا بكتابة الأشكال والحروف الصينية بوضوح بخط اليد التزييني الزخرفي. وما زالت الخطوط مستعملة على نطاق واسع في المساجد في شرق الصين، ولدرجة أقل في مناطق غانسو، نينغشيا، وشنشي. وقد اشتهر بهذه الكتابة خطاط صيني مشهور هو الحاج نور الدين مي غوانغ تشانغ.
بدأت هندسة المساجد المعمارية باتباع الهندسة المعمارية الصينية التقليدية، ومن أمثلة على ذلك مسجد شيان، الذي يشير تاريخ بناياته الحالية إلى عصر أسرة مينغ. فالمساجد الصينية الغربية كانت تحتوي على المآذن والقباب بينما المساجد الصينية الشرقية كانت تشبه المعابد في تصميمها. بمرور الوقت، المسلمون الذين كانوا أحفاد المهاجرين من البلدان الإسلامية بدأوا يتكلمون باللهجات المحلية ويقرأون باللغة الصينية.
في تشينغهاي، أصبح مسلمو سالار تحت حكم أسرة مينغ طواعية، وجهاء عشيرة سالار أصبحوا مواليين لحكم أسرة مينغ عام 1370م وكان رئيس العشائر العليا الأربع في ذلك الوقت يدعى (هان باو يوان) وقد منحه مينغ منصب قائد المئة (سينتوريون)، ومنذ ذلك الوقت، أخذ العشائر الأربعة لقب (هان). الرئيس الآخر (هان شان با) رئيس عشائر سالار الأربعة الأوطأ حصل على نفس المنصب، ولكن عشائره أخذت لقب ما.
في منتصف القرن السادس عشر العرضيين الذي كان عنده يصادف للسفر في ذكر بداية الصين على الوجود وطريقة حياة المسلمين الصينيين. المهرب البرتغالي Galeote Pereira، الذي أسر في ساحل Fujian في 1549، وبعد ذلك أمضى بضعة سنوات في Fujian وGuangxi، له بضعة صفحات عن المسلمين الصينيين («مورو» إلى البرتغالي) في تقريره الذي نشر عام (1565). شعر بأن المسلمين في كلتا المنطقتين، كانوا ينظمون بسرعة إلى الاتجاه الصيني السائد.

### قوانين الزواج
سياسة مينغ نحو الدين الإسلامي كانت متسامحة، بينما سياستهم العنصرية نحو الأقليات العرقية الأخرى كانت متكاملة على الجميع، من خلال الزواج الإجباري حيث سمح للمسلمين بمزاولة الشعائر الإسلامية، لكن إذا كانوا أعضاء لمجموعات عرقية أخرى فهم مشمولون بقانون الزواج الإجباري، لذا لا بد للشخص من عشيرة هوي أن يتزوج من عشيرة هان بما أنهم من مجموعات عرقية مختلفة، مع أن ال (هان) يدخلون في أغلب الأحيان إلى الإسلام عند الزواج من المسلمين.
التكامل كان مطلوبا خلال الزواج بقانون مينغ، فالأقليات العرقية كان لا بد أن تتزوج من المجموعات العرقية الأخرى ليتكاثروا، الصينيون أثناء عصر أسرة مينغ حاولوا أيضا أن يجبروا الأجانب مثل ال (هوي) على الزواج من النساء الصينيات. الزواج بين (هان) الطبقة الصينية الراقية ومسلمي ال (هوي) كان منخفضا، إذ أن (هان) صينيون من رجال الطبقة الراقية كانوا يرفضون الزواج من النساء المسلمات، ومنعوا بناتهم من زواج الرجال المسلمين، إذ أنهم لم يريدوا التحويل بسبب منزلة طبقتهم الراقية، رجال قومية (هان) ظنوا انهم سيصبحون في منزلة أقل في المجتمع خصوصاً انهم مضطرون ليصبحوا مسلمين إذا ما أرادوا أن يتزوجوا من امرأة مسلمة لقومية (هوي)، سمح قانون مينغ ل (هان) الرجال والنساء بعدم الزواج من ال (هوي)، ويتزوجون فقط من بعضهم البعض، بينما رجال ونساء ال (هوي) ملزمون بالزواج ممن ليس من جنسهم.
أمر الإمبراطور هونغوو ببناء مساجد متعددة في كافة أنحاء الصين في العديد من المواقع. فمسجد نانجينج بناه الإمبراطور بوني

## الحرية
أعطي المسلمون في عصر أسرة مينغ حرية نسبية من قبل الصينيين، ولم توضع قيود على ممارساتهم الدينية أو حريتهم العبادة، وأن يكون مواطنين طبيعيين في بيجين، على عكس أتباع الديانات البوذية التيبتية والكاثوليكية التي عانت من القيود والاستهجان في بيجين.

## الأباطرة والإسلام
أمر الإمبراطور هونغوو ببناء عدة مساجد في جنوب الصين، وكتب 100 رسالة تمدح الإسلام. كان لديه أكثر من 10 جنرالات مسلمين في جيشه، بنى الإمبراطور المساجد في نانجينج، يونان، غوانغدونغ وفوجيان، أعاد Zhu بناء مسجد نانجينغ في نانجينج وأعداد كبيرة من مسلمي ال (هوي) انتقلوا إلى نانجينج أثناء فترة حكمه. وأمر بنقش مدائح النبي محمد ووضعها في المساجد. مشعل بخور بالنقش الصيني العربي «محمد حواري الله»، صنع أثناء عهد الإمبراطور تشنغده. (مجموعة أديلنور)، السويد. كان من بين جنرالات جيش إمبراطور أسرة مينغ الإمبراطور هونغوو جنرال مسلم اسمه (هوي فينغ شينغ) الذي قاتل أثناء الحرب مع المغول. 1,200 مسلم من المسلمين الذين استقروا في الصين أثناء سلالة يوان أرسلوا من غانزو إلى سمرقند، بأمر من الإمبراطور إلى حاكم غانزو لعمل ذلك. دعا الإمبراطور يونغلي إلى تأسيس وإصلاح المساجد الإسلامية أثناء عهده. وقد بنى هو شخصيا مسجدين، أحدهما في نانجينج والآخر في شيان والمسجدان موجودان حتى اليوم. شجع الإمبراطور التصليحات في المساجد ولم يسمح بتحولها إلى $1أي استعمال آخر.
نقوش إسلامية محترفة وجدت على لوحة تذكارية نصبت من قبل أباطرة أسرة مينغ. يحتوي مدينة فوزهو ومسجد تشوانتشو المرسوم التالي من قبل الإمبراطور:
«أعطيك مرسومي الإمبراطوري هذا لكي يحرس سكنك. لا يحق لأي أحد سواء أكان مدنيا أو عسكريا أو مسؤولا أن يتعرض لك بإهانة أو شتم أو سب. ومن يفعل ذلك بعد هذا المرسوم الإمبراطوري سيعاقب كمجرم».
أمرت سلالة مينغ بأن الديانة المانوية والمسيحية النسطورية هي ديانات غير شرعية وبدعية، ويجب أن تمحى من الصين، بينما الإسلام واليهودية تعتبر ديانات قانونية وتلائم وتوافق الديانة الكونفشيوسية.
ميول الإمبراطور هونغوو المتسامحة مع المسلمين وسماحه لهم لمزاولة دينهم أدوت إلى توافد الدعاة العرب بشكل مستمر إلى الصين أثناء سلالة مينغ، وأبرز زيارة كانت محمد وجمال الدين.
الإمبراطور تشنغده سحر من قبل الأجانب ودعا العديد من المسلمين للعمل كمستشارين، ومندوبين في محكمته، وعلى ما يبدو كانت محكمته مليئة بالمسلمين، وفي المحكمة أعمال فنية مثل الخزف وغيرها احتوت نقوشا إسلامية بالعربية والفارسية. وقيل أيضا أنه لبس اللباس الإسلامي وزعم بعضهم أنه دخل إلى الإسلام. أدار الخصي الإسلامي العديد من شؤونه الرسمية.

## الثقافة الإسلامية
أصبحت نانجينغ (بالإنجليزية: Nanjing)‏ في هذا العصر مركزا مهما للدراسة الإسلامية. من هناك كتب العالم الصيني المسلم وانغ دايوو (بالإنجليزية: Wang Daiyu)‏ كتاب (التفسير الحقيقي للدين الصحيح) Zhengjiao zhenquan، بينما وريثه، ليو زي (بالإنجليزية: Liu Zhi)‏، ترجم (Tianfang xingli) الفلسفة الإسلامية (Tianfang dianli) الطقوس الإسلامية و (Tianfang zhisheng shilu) النبي الأخير للإسلام. العالم الآخر، هو دينغزو (بالإنجليزية: Hu Dengzhou)‏ بدأ مدرسة إسلامية صارمة في نانجينغ، التي علمت الحديث، القرآن، والقانون الإسلامي. المدرسة تطورت إلى نظام أربعة عشر فصلا، باللغتين العربية والفارسية. قاعة تعليم الكتاب المقدس أو جينغ تانغ جياوو (بالإنجليزية: Jingtang Jiaoyu)‏ تأسست أثناء عصر هو دينغ زو (بالإنجليزية: Hu Dengzhou)‏ بين عامي 1522-1597. محافظات أخرى كان لها أنظمة مختلفة وتخصصات مختلفة؛ محافظة لينتاو Lintao ومحافظة هيشو Hezhou كان لها نظام تعليم بثلاث طبقات يتعلم فيها الأطفال الصغار العرب الصلاة والوضوء، وبعد ذلك يتخرجون إلى الدراسات الأكثر تقدما. محافظة شاندونغ Shandong أصبحت مركزا متخصصا في النصوص الفارسية. عندما أصبحت جالية ال (هوي) الإسلامية أكثر ضعفا، العلماء الصينيون عملوا بجدية أكبر لترجمة النصوص إلى الصينية لكلاهما يزود نصوص أكثر للمسلمين لإقناع نخبة الهان الحاكمة أن الإسلام ليس أدنى من الكونفشيوسية. أعمال الجغرافيين المسلمين التي وصلت الصين أثناء سلالة يوان استعملت في سلالة مينغ لسحب المناطق الغربية في Da Ming Hun Yi Tu، الخريطة العالمية التي لا تزال موجودة حتى الآن هي الأقدم في شرق آسيا. في هذه الأثناء، أبعد غربا، القصاصون العرب كانوا يروون قصص الصين الخيالية، التي دمجت إلى (ألف ليلة وليلة)، ومن أكثرها شهرة قصة علاء الدين. وانتشرت في الصين مع حكايات ألف ليلة وليلة حكايات أخرى (حكاية قمر الزمان وبدور)، و (قصّة الأمير سيف الملوك)، و (حكاية الأحدب).

## مسلمون بارزون
بالرغم من أن سلالة يوان، على خلاف الخانات في الغرب، لم يدخل أحد منهم إلى الإسلام، إلا أنهم رفعوا من منزلة الأجانب من كل الأديان من غرب آسيا مثل المسلمين، يهود، ومسيحيين مقابل ال (هان)، Khitan، وJurchen، ووضعوا العديد من الأجانب مثل الفرس والعرب المسلمين، اليهود، المسيحيين النسطوريين، الكهنة البوذيين التيبتيين، وTurpan Uyghurs بوذي من مركز وغربا آسيا في المناصب الكبيرة بدلا من علماء الكونفشيوسية المحليين. شجعت هذه الحالة الهجرة الإسلامية الآسيوية المركزية. جلب الأباطرة المنغوليون مئات آلاف المسلمين معهم من بلاد فارس للمساعدة على إدارة البلاد. [بحاجة لمصدر] وكثير منهم عملوا في الدوائر الخاصة حتى وصلوا كحكام أقاليم. وكانوا يدعون باسم سيمو (بالإنجليزية: Semu)‏.في الوقت نفسه أحضر المنغوليون مسلمين آسيويين مركزيين للعمل كمدراء في الصين، أرسل المنغولي ال (هان) الصيني أيضا وKhitans من الصين للعمل كمدراء على السكان المسلمين في بخارى في آسيا الوسطى، إن استعمال الأجانب جاء لتقليل قوة الناس المحليّين لكلتا الأراضي.

## فلسفة
لي نو (بالإنجليزية: Li Nu)‏ كان تاجراً وعالماً، وابنه لو (بالإنجليزية: Lu)‏ في 1376 لي نو (بالإنجليزية: Li Nu)‏ زار مملكة هرمز (بالإنجليزية: Ormuz)‏ في بلاد فارس، دخل إلى الإسلام، تزوج بنتاً فارسية أو بنتاً عربية وأعادها إلى تشوانتشو (بالإنجليزية: Quanzhou)‏ في فوجيان. أحد أحفاده كان الفيلسوف الكونفشيوسي (بالإنجليزية: Li Zhi)‏ الجديد.

## ولاء المسلمين لمينغ
عندما غزت سلالة تشينغ سلالة مينغ في 1644، موالو مينغ المسلمون في قانسو تحت قيادة الزعماء المسلمين (ميلايين)، ودينغ غودونغ قاد ثورة في 1646 ضدّ تشينغ أثناء تمرّد ميلايين لكي يقود تشينغ خارجا ويعيد مينغ أمير Yanchang Zhu Shichuan إلى العرش كالإمبراطور. موالو مينغ المسلمون كانوا مدعومون من قبل سلطان سعيد بابا حامي والأمير توروماتي ابنه. موالو مينغ المسلمون انضمّوا إليهم من قبل Tibetans وهان صيني في الثورة. بعد القتال العنيف، ومفاوضات، اتفاقية سلام إتّفقت عليها في 1649، وميلايين وتقرع تعهّدت بالولاء اسميا لتشينغ وأعطت الرتب كأعضاء جيش تشينغ. عندما موالو مينغ آخرون في جنوب الصين جعلت نهوض وتشينغ أجبرا على الانسحاب قواتهم من قانسو لمحاربتهم، ميلايين ودينغ مرة أخرى حمل السلاح وثار ضد تشينغ. موالو مينغ المسلمون ثمّ سحقوا من قبل تشينغ ب100,000 منهم، بضمن ذلك ميلايين، دينغ غودونغ، وتوروماتي قتلوا في المعركة.
عالم الكونفشيوسية Hui المسلم Ma Zhu (1640-1710) خدم مع موالي جنوب مينغ ضدّ تشينغ. Zhu Yu'ai، مينغ الأميرة جاي كان مصحوبة بلاجئي Hui عندما هرب من Huguang إلى الحدود البورمية في يونان (الصين) وكعلامة مواجهتهم ضد تشينغ وولاء إلى مينغ، غيّروا لقبهم إلى مينغ.
في Guangzhou، هناك ثلاثة من قبور موالي مسلمي مينغ الذي ضحّى بينما قتال في المعركة ضدّ تشينغ في الغزو Manchu من الصين في Guangzhou. موالو مينغ المسلمون دعوا "jiaomen sanzhong ("ثلاثة حماة الدّين "أو" ثلاثي المسلم الموالي").